# Okołowice (gromada)
Okołowice – dawna gromada, czyli najmniejsza jednostka podziału terytorialnego Polskiej Rzeczypospolitej Ludowej w latach 1954–1972.
Gromady, z gromadzkimi radami narodowymi (GRN) jako organami władzy najniższego stopnia na wsi, funkcjonowały od reformy reorganizującej administrację wiejską przeprowadzonej jesienią 1954 do momentu ich zniesienia z dniem 1 stycznia 1973, tym samym wypierając organizację gminną w latach 1954–1972.
Gromadę Okołowice siedzibą GRN w Okołowicach utworzono – jako jedną z 8759 gromad na obszarze Polski – w powiecie radomszczańskim w woj. łódzkim, na mocy uchwały nr 36/54 WRN w Łodzi z dnia 4 października 1954. W skład jednostki weszły obszary dotychczasowych gromad Grodzisko i Okołowice oraz wieś Jatno z dotychczasowej gromady Stanisławice ze zniesionej gminy Koniecpol w tymże powiecie. Dla gromady ustalono 13 członków gromadzkiej rady narodowej.
Gromadę zniesiono 1 stycznia 1959, a jej obszar włączono do gromady Borzykowa (wieś i kolonię Grodzisko, parcelację Jarzębina i wieś Jatno) i do nowo utworzonej gromady Koniecpol (wieś, parcelację i PGR Okołowice) w tymże powiecie.